# 前橋二子山古墳
前橋二子山古墳（まえばしふたごやまこふん）は、群馬県前橋市文京町にある前方後円墳。「天川二子山古墳（あまがわ-）」とも。二子山児童公園に保存され、国の史跡に指定されている（指定名称は「二子山古墳」）。

## 概要
- 墳丘全長104m
- 後円部径72m[1]、高さ11m
- 前方部幅76m、高さ9.5m

前橋台地の東端に位置し、前方部を西北に向ける。前橋天神山古墳や八幡山古墳とともに朝倉・広瀬古墳群を構成する。
墳丘は二段築成で河原石の葺石がみられる。全長に比べ前方部の幅が大きく、くびれの少ない形をしている。埋葬施設は不明であるが、かつて石室の一部が崩落して開口したとの伝承がある。また、当古墳出土とされる人物埴輪が東京大学に所蔵されている。
昭和2年（1927年）に国の史跡に指定された。1980年、94年に幅35mの周堀が調査され、覆土に6世紀中葉の降下火山灰であるHr-FPが堆積していたことから、6世紀中葉以前に築造された可能性が高い。
6世紀後半代に前橋台地に強大な勢力を誇った豪族、日本各地の大化の改新関連の記事に出てくる朝倉氏の祖父、あるいはその一族の有力豪族の墳墓とみられる。
萩原朔太郎の「二子山附近」という詩に本古墳が登場している。